# Wieniamin Dymszyc
Wieniamin Emmanuiłowicz Dymszyc (ros. Вениами́н Эммануи́лович Ды́мшиц, ur. 15 września?/28 września 1910 w Teodozji, zm. 23 maja 1993 w Moskwie) – radziecki polityk żydowskiego pochodzenia, wicepremier ZSRR (1962–1985), przewodniczący Państwowego Komitetu Planowania ZSRR (1962), Bohater Pracy Socjalistycznej (1980).

## Życiorys
Od 1927 pracował w kopalniach Donbasu, od 1931 w zakładzie metalurgicznym, od 1933 kierownik warsztatu konstrukcji inżynieryjnych na budowie fabryki „Azowstal” w Mariupolu, od 1937 w WKP(b). W latach 1937–1939 dyrektor fabryki konstrukcji metalowych, szef budowy zakładu metalurgicznego w Krzywym Rogu, 1939–1946 zarządca trustu „Magnitostroj” w Magnitogorsku, w 1945 eksternistycznie ukończył studia na uniwersytecie im. Baumana, 1946-1950 zarządca trustu w Zaporożu. W latach 1950–1954 szef Głównego Zarządu Budowy Przedsiębiorstw Przemysłu Ołowiowego Ministerstwa Budownictwa Przedsiębiorstw Przemysłu Ciężkiego ZSRR, 1954–1957 zastępca ministra budownictwa przedsiębiorstw przemysłu metalurgicznego i chemicznego ZSRR. Od czerwca 1959 do września 1961 szef wydziału Państwowego Komitetu Planowania Rady Ministrów ZSRR, od września 1961 do lipca 1962 I zastępca przewodniczącego, a od 17 lipca do 24 listopada 1962 przewodniczący tego Komitetu w randze ministra. Równocześnie od 17 lipca 1962 do 20 grudnia 1985 zastępca przewodniczącego Rady Ministrów ZSRR, następnie na emeryturze. W latach 1961–1986 członek KC KPZR. W latach 1962–1989 deputowany do Rady Najwyższej ZSRR od 6 do 11 kadencji. Pochowany na Cmentarzu Nowodziewiczym.

## Odznaczenia i nagrody
- Medal Sierp i Młot Bohatera Pracy Socjalistycznej (26 września 1980)
- Order Lenina (siedmiokrotnie - 16 stycznia 1943, 31 marca 1945, 2 grudnia 1947, 9 sierpnia 1958, 31 grudnia 1966, 15 września 1970 i 26 września 1980)
- Order Rewolucji Październikowej (27 września 1985)
- Order Czerwonego Sztandaru Pracy (dwukrotnie - 6 stycznia 1942 i 27 września 1960)
- Nagroda Stalinowska (dwukrotnie - 1946 i 1950)

I medale.